# Viducassi

Mappa della Gallia nordoccidentale con riportati i nomi dei vari popoli gallici ivi stanziati

I Viducassi (in francese Viducasses) furono un antico popolo gallico della Gallia Lugdunense che risiedette nell'area dell'attuale dipartimento del Calvados.

## Nome
I Viducassi furono menzionati nel I secolo d.C. da Plinio il Vecchio con il termine Viducasses nella Naturalis historia (4:107) e nel II secolo d.C. da Claudio Tolomeo con i termini Bidoukesíōn (Βιδουκεσίων; var. Βιδουκασίων, Βιδουκαίσιων) e Bidoukésioi (Βιδουκέσιοι; var. Οὐιδουκαίσιοι, Οὐιδουκέσιοι) nella Geografia (2:8:2; 2:8:5).
La prima parte dell'etnonimo gallico Viducasses deriva dalla radice *uidu-/widu, ossia "albero", "legno"; l'etimologia della seconda parte -casses (attestata in altri etnonimi gallici, come ad esempio Baiocassi, Durocassi, Tricassi e Veliocassi), è stata dibattuta, ma probabilmente significa "capigliatura riccia" (cfr. antico irlandese chass, "ricciolo"), forse riferendosi a una particolare acconciatura da guerriero. Il nome Viducassi può quindi essere tradotto come "quelli dai capelli aggrovigliati come un albero". Patrizia de Bernardo Stempel ha proposto invece di interpretare il nome come "quelli con elmi di legno".

## Geografia
I Viducassi abitavano a sud dei Baiocassi, a nord dei Diablinti, a sud-est dei Venelli, a nord-est degli Abrincati, a ovest dei Lessovi e a nord-ovest dei Sagii.
Durante il periodo romano, la loro città principale era nota come Aregenua (o Araegenus), situata nell'odierna Vieux, la cui area corrispondeva grosso modo alla pianura di Caen. La città crebbe a partire dalla prima metà del II secolo e raggiunse il suo apice durante il periodo severiano (193-235). In un'iscrizione datata 238 d.C., l'insediamento è denominato sia come "città libera" sia come "colonia". Nel III secolo Aregenua divenne Civitas Viducassium, anche se fu probabilmente assorbita dai Baiocassi all'inizio del IV secolo, poiché non risulta menzionata né nella Notitia Dignitatum né nella Notitia Galliarum. Successivamente la città cambiò nome in Veiocae nel 1180 e Vieux nel 1294.
A Vieux è conservata una pietra che contiene l'iscrizione "ORDO CIVITATIS VIDVCAS", trovata nel 1580 come piedistallo ad una statua dedicata a T. Sennius Solemnis.

## Religione
A Baron-sur-Odon (2,5 km a ovest dell'antica Aregenua) è situato un santuario dei Viducassi risalente alla fine del I secolo a.C..